# Prisma esagonale aumentato
In geometria solida, il prisma esagonale aumentato è un poliedro con 11 facce che può essere costruito, come intuibile dal suo nome, aumentando un prisma esagonale facendo combaciare una delle sue facce laterali con la base di una piramide quadrata.

## Caratteristiche
Il prisma esagonale aumentato è uno dei 92 solidi di Johnson, in particolare quello indicato come J54, ossia un poliedro strettamente convesso avente come facce dei poligoni regolari ma comunque non appartenente alla famiglia dei poliedri uniformi, ed è il sesto di una serie di nove prismi aumentati tutti facenti parte dei solidi di Johnson.
Per quanto riguarda i 13 vertici di questo poliedro, su 8 di essi incidono una faccia esagonale e due quadrate, su 4 vertici incidono una faccia esagonale, una quadrata e due triangolari, e sull'ultimo vertice incidono quattro facce triangolari.

## Formule
Considerando un prisma esagonale aumentato avente come facce dei poligoni regolari aventi lato di lunghezza {\displaystyle a}, le formule per il calcolo del volume {\displaystyle V} e della superficie {\displaystyle A} risultano essere:
{\displaystyle V={\frac {a^{3}}{6}}\left({\sqrt {2}}+9{\sqrt {3}}\right)\approx 2,8337785\ldots a^{3};}
{\displaystyle A=\left(5+4{\sqrt {3}}\right)a^{2}\approx 11,9282032\ldots a^{2}.}

## Poliedro duale
Il poliedro duale del prisma esagonale aumentato è una bipiramide esagonale monolaterotroncata.

## Poliedri correlati
Il prisma esagonale aumentato può essere ancora aumentato utilizzando una piramide a base quadrata e formando, a seconda della faccia sulla quale viene posizionata tale piramide, il prisma esagonale parabiaumentato o il prisma esagonale metabiaumentato, anch'essi facenti parte dei solidi di Johnson.